# Vrijzinnige Geloofsgemeenschap NPB

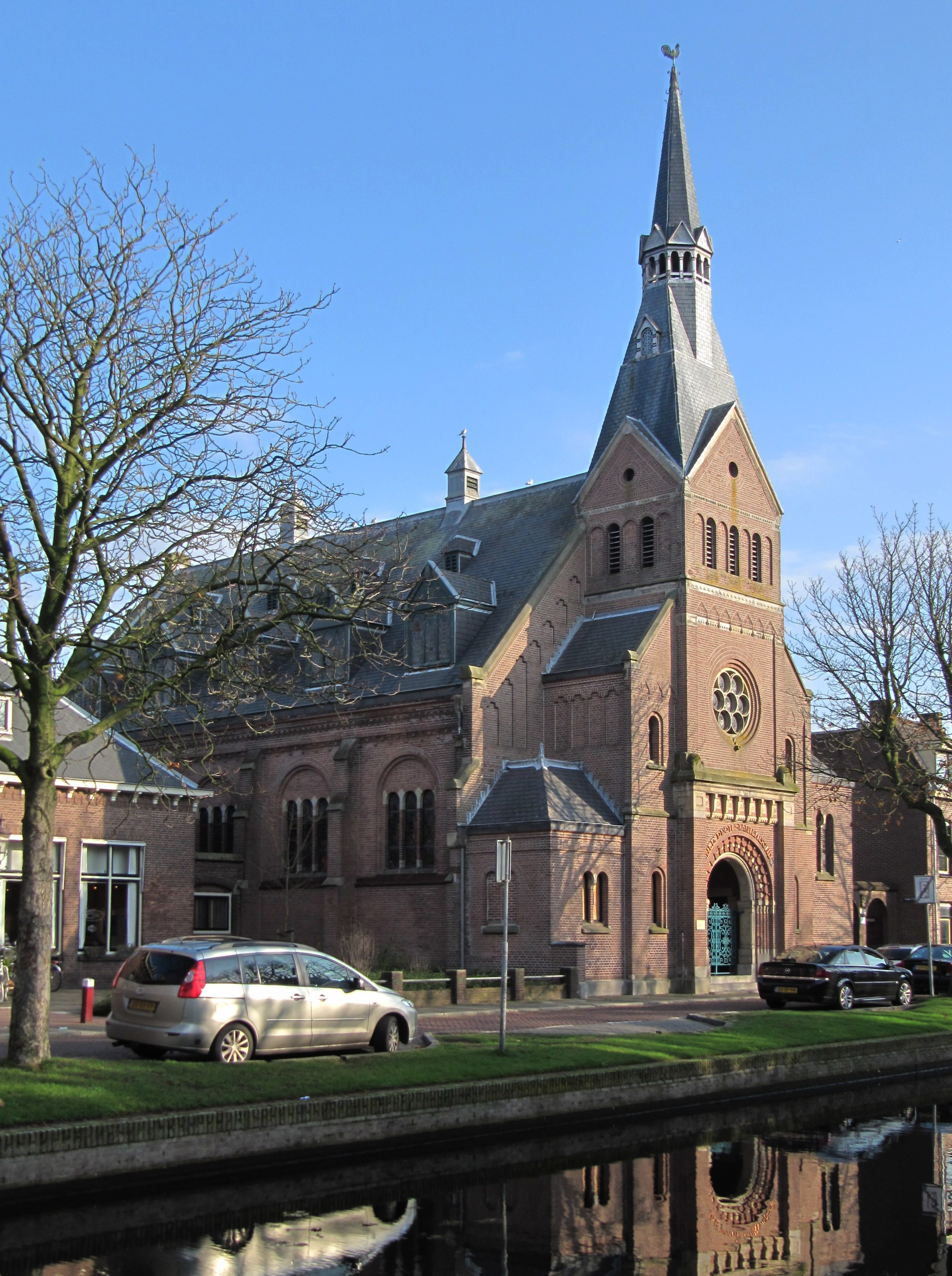
Freisinnige Kirche in Weesp (Van-Houten-Kirche)

Die Vrijzinnige Geloofsgemeenschap NPB (deutsch: Freisinnige Glaubensgemeinschaft, mitunter auch mit Freidenker übersetzt) ist eine liberal-protestantische Kirche in den Niederlanden. Sie versteht sich als Vertreter eines nicht-dogmatischen freien Christentums.
Die Freisinnigen waren zusammen mit christlichen und nicht-christlichen Unitariern und Universalisten Mitglied des Unitarisch-Universialistischen Weltverbundes (ICUU), der sich 2021 aufgelöst hat. Die niederländischen Freisinnigen haben rund 4000 Mitglieder in 41 Gemeinden (Stand: 2022).

## Geschichte
Die Freisinnigen entstanden unter dem Einfluss von Humanismus und Aufklärung im 19. Jahrhundert als Gegenbewegung zu einem orthodoxen reformiert-calvinistischen Glaubensmodell. Als Sammelbecken liberaler Protestanten innerhalb der Reformierten Kirche gründete sich am 6. Juni 1870 der Nederlandse Protestanten Bond (NPB) (Niederländischer Protestantenbund). Seine Gründung war auch eine Gegenreaktion auf die bereits 1864 erfolgte Gründung der konservativeren Confessionele Vereniging (≈ Konfessionelle Vereinigung). Innerhalb des NPB kam es jedoch bald zu einem Disput, ob die Freisinnigen in der reformierten Kirche verbleiben oder eine selbstständige Kirchenstruktur aufbauen sollten. Während sich der NPB schließlich zu einem selbstständigen Kirchenverband entwickelte, gründeten die Freisinnigen innerhalb der reformierten Kirche 1913 die Vereniging van Vrijzinnig Hervormden (VVH) (Vereinigung der freisinnigen Reformierten), heute die Vereniging van Vrijzinnige Protestanten (VVP). Der NPB benannte sich 1991 schließlich in seinen heutigen Namen Vrijzinnige Geloofsgemeenschap NPB um.
Die Freisinnigen der NPB stehen heute in vielen Bereichen den niederländischen Remonstranten, den Taufgesinnten/Mennoniten (Doopsgezinde) und natürlich den Freisinnigen innerhalb der Protestantischen Kirche (Vereniging van Vrijzinnige Protestanten) nahe. Inhaltlich ergeben sich auch Anknüpfungspunkte an die Freireligiöse Bewegung im Deutschland des 19. Jahrhunderts.
Im Jahr 2013 gaben die Freisinnigen zusammen mit anderen protestantischen Kirchen in den Niederlanden (Protestantische Kirche, Remonstranten, Mennoniten/Taufgesinnte und andere) ein gemeinsames ökumenisches Gesangbuch (Liedboek – zingen en bidden in huis en kerk) heraus.
Die Gründung der öffentlich-rechtlichen Rundfunkgesellschaft VPRO (Vrijzinnig Protestantse Radio Omroep) im Jahr 1926 geht auf die niederländischen Freisinnigen zurück.